# Ifield (West Sussex)
Ifield ist ein Ortsteil (englisch Neighbourhood) der englischen Stadt Crawley.
Ifield liegt 43 km südlich von London. Hier wohnen knapp 10.000 Menschen. Ifield wird erstmals im Domesday Book im Jahr 1086 als Ifelte erwähnt.
Ifield hat einen Haltepunkt an der Arun Valley Line. Die Straße A23 road führt durch Ifield.

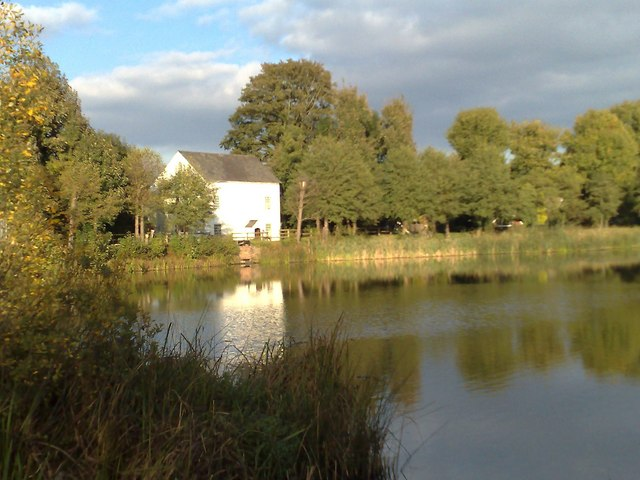
Ifield Watermill

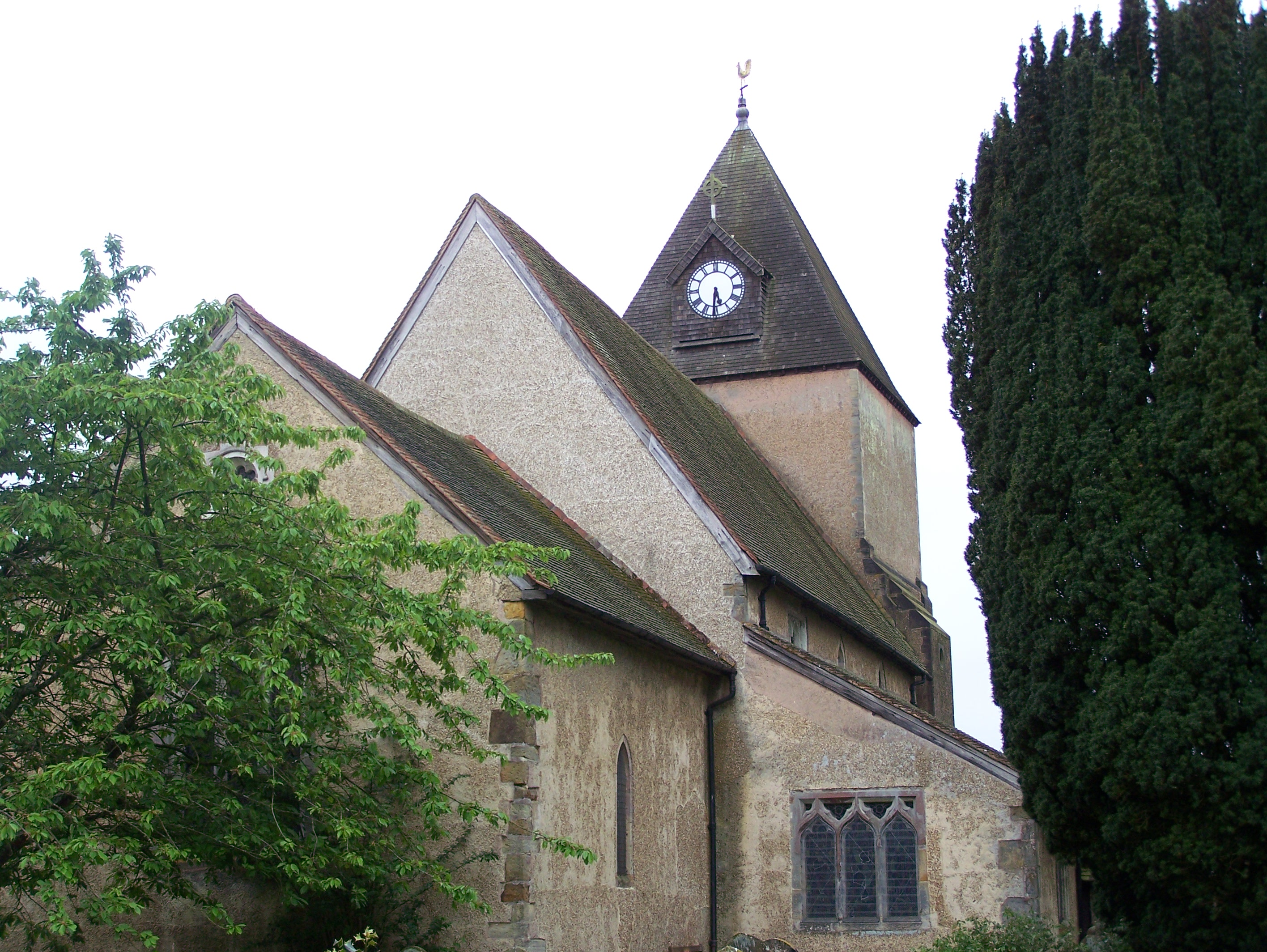
St Margaret’s Church

Die Ifield Watermill ist eine Wassermühle, die vom 17. Jahrhundert bis 1920 betrieben wurde. Heute ist es eine Außenstelle des Crawley Museums.